# Matryca kolodionowa
Matryca kolodionowa to rodzaj matrycy powielaczowej. Matryca taka zbudowane jest z warstwy bibułkowej, która stanowi nośnik i nitrocelulozowej (kolodium). Matrycę zakłada się na maszynę do pisania. W miejscu uderzenia czcionką pęka nieprzepuszczalna warstwa nitrocelulozowa. Po założeniu matrycy na powielacz farba powielaczowa jest przepychana przez warstwę bibułki i naciętą warstwę kolodium, a następnie styka się z papierem powielaczowym zwykłym.